# 14575 Джеймсбланк
14575 Джеймсбланк (14575 Jamesblanc) — астероїд головного поясу, відкритий 28 серпня 1998 року.
Тіссеранів параметр щодо Юпітера — 3,571.